# ASPNET Web Matrix

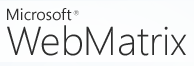
WebMatrix Logo

Web Matrix est un outil de création web utilisant la technologie .NET de Microsoft. Il permet de créer des pages web dynamiques par le biais d'une interface graphique (WYSIWYG). Un mini serveur web personnel, Cassini, est également intégré. Web Matrix est gratuit, complet, et bénéficie d'un Forum dédié très actif.
Web Matrix a été mis en ligne par Microsoft afin de promouvoir la technologie ASP.NET. Il permet de découvrir, et d'apprendre à utiliser intuitivement la puissance de cette technologie.

## Historique

### ASPNET Web Matrix (2002)
Web Matrix a d'abord été développé au sein de l'équipe ASP.NET comme outil  de test interne sous la direction de Nikhil Kothari. Le premier prototype de l'IDE (environnement de développement intégré) construit à partir de cet outil date du mois de décembre 2000. Le projet Web Matrix a vraiment démarré durant l'été 2001.

### Versions
Microsoft avait à l'origine mis en libre téléchargement deux versions de Web Matrix. Ces versions étaient des "Technology Preview", une sorte "d'aperçu de la technologie à venir" si on peut dire maladroitement les choses ainsi. Ces deux versions étaient la 0.5, qui datait de juin 2002, et la 0.6, dite "Reloaded" (en hommage au film "Matrix") publiée en 2003. 
Fin 2005, marquera la longue mise en sommeil du développement de Web Matrix avec la parution de la génération Visual Studio Express.

### Visual Web Developer Express (2006)
Microsoft a lancé la relève de Web Matrix, c'est-à-dire Visual Web Developer Express. Ce nouveau logiciel est sorti en 2005 dans la foulée du .Net Framework version 2.0. Contrairement à Web Matrix il repose sur la prochaine mouture de Visual Studio. Il est, sommairement résumé,  un mixte entre Web Matrix et Visual Studio, reprenant le meilleur des deux logiciels. Il comporte un serveur web intégré, la gestion des projets, la préservation du code, un gestionnaire FTP, etc.
Visual Web Developer Express fait partie de la famille Visual Web Studio. Un ensemble de logiciels allégés destinés à un public non professionnel.

### WebMatrix (2011)
Le 13 janvier 2011 le projet Web Matrix renaît de ses cendres sous le nom de WebMatrix 1. Puis quelques mois plus tard, le 6 septembre 2012, WebMatrix 2 est lancé.
Il reprend la "philosophie" originelle du projet, un outil léger et gratuit pour créer des pages web en connexion avec les standards les plus récents du développement internet.

## Fonctionnalités
Cet outil se destine paradoxalement aux débutants mais aussi aux développeurs confirmés. Les premiers apprécieront la possibilité de se mettre facilement et gratuitement à la programmation internet. Les seconds auront là un RAD permettant de mettre aisément et rapidement en œuvre un brouillon fonctionnel d'un projet plus vaste.
Web Matrix repose entièrement sur ASP.NET et donc sur le .NET Framework. ASP.NET est une extension logicielle, un cadre théorique et pratique qui permet à un serveur de générer des pages web dynamiques. C'est-à-dire que l'utilisateur peut avoir des interactions avec des bases de données, des formulaires, des calendriers, des paniers d'achats, etc. Si une page HTML classique s'affiche telle qu'elle, toujours  identique, sans aucune action possible sur elle, une page dynamique, en revanche, sera construite à la volée. Pour cela ASP.NET s'adosse sur une nouvelle matrice complexe qui fonde cette technologie, le .NET Framework. Le .NET Framework est une sorte de boîte à outils logicielle installée côté serveur, qui interprète et compile les pages ASP.NET. Web Matrix supporte trois langages de programmation en standard, à savoir : le C# , le J# et le Visual Basic. C'est certes une limitation par rapport au potentiel théorique de la technologie .NET, mais c'est tout de même suffisant pour se faire la main.

## Web Matrix versus Visual Studio
Web Matrix n'est pas une version allégée de Visual Studio, même s'il lui ressemble beaucoup, mais un nouveau logiciel à part entière. Avec son serveur intégré, les Snippets,  et la possibilité de connecter des bases de données par simple "glisser-déposer" il possède même des fonctions inédites par rapport à Visual Studio. Web Matrix étant conçu pour ASP.NET, il lui est impossible de créer des applications Windows. De plus il lui manque un outil de débogage intégré, IntelliSense, le Source-control, le Code-behind et quelques autres fonctionnalités propres à Visual Studio. Web Matrix le parent pauvre alors ? Certes, il est moins complet que Visual Studio, mais il se destine bien plus à un usage personnel, apte à générer des petits sites dynamiques, ou des projets fonctionnels. De plus, des développeurs ont déjà codés des utilitaires gratuits pouvant épauler utilement Web Matrix. De toute manière le choix n'est pas nécessaire, puisque l'on peut très bien faire cohabiter chacun des logiciels, et en faire respectivement l'usage qui lui convient le mieux.